# White River (dopływ Missisipi)

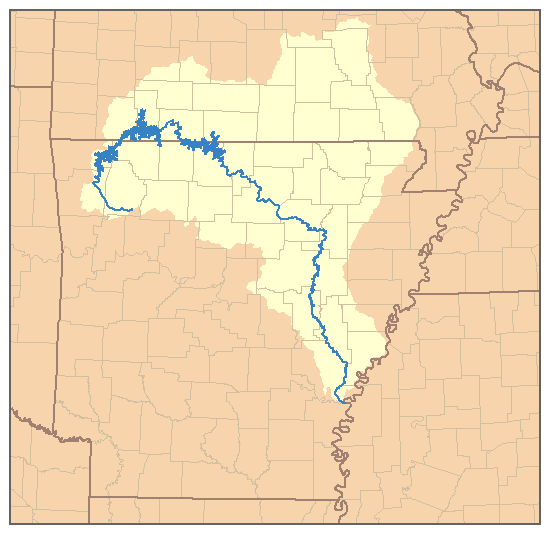
White River

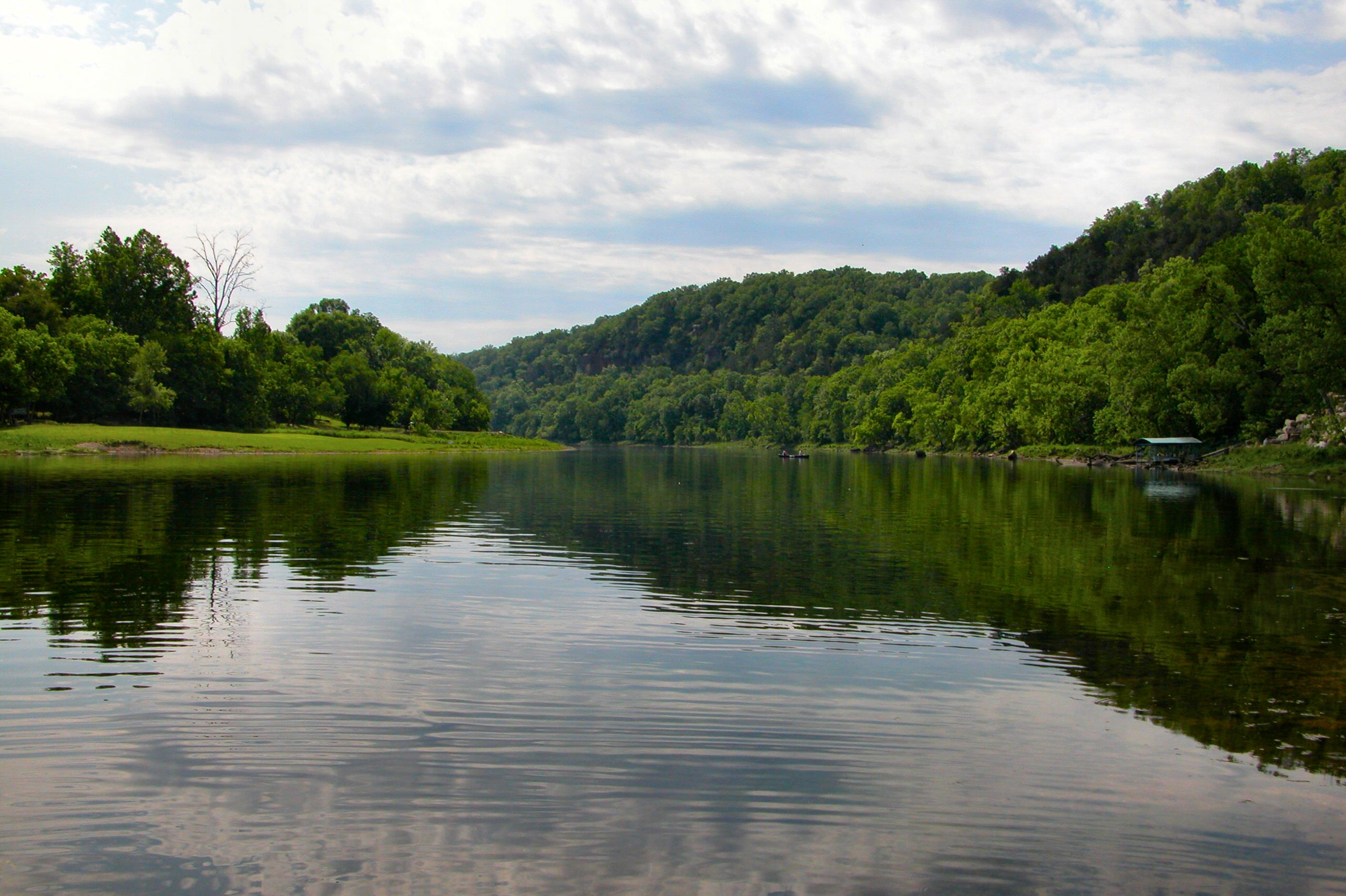
White River koło Filippin (Arkansas)

White River – 17. pod względem długości rzeka w Stanach Zjednoczonych mierząca 1159 km (722 mile). Przepływa przez stany Arkansas i Missouri.

## Bieg rzeki
Źródło White River jest w Górach Boston – części wyżyny Ozark – na północy Arkansas. White River prawie cała położona jest w stanie Arkansas, z wyjątkiem odcinka w okolicach jeziora Taneycomo i miast Branson oraz Hollister w stanie Missouri. Uchodzi do rzeki Missisipi.

## Zbiorniki retencyjne
Łącznie na White River zbudowano osiem tam, z czego sześć znajduje się na terenie Arkansas, a dwie w Missouri. Należy do nich jezioro Taneycomo, które zostało utworzone w 1913 roku, kiedy z inicjatywy firmy elektrycznej zbudowano na niej tamę. Inne sztuczne jeziora na rzece to m.in. Beaver Lake, Bull Shoals Lake i Rock Lake, utworzone przez Korpus Inżynieryjny Armii Stanów Zjednoczonych. 

## Dopływy
Ważniejszymi dopływami White River są Cache River, Bayou des Arc, Little Red River, Black River, North Fork River, Buffalo River, Kings River, James River i Roaring River.

## Miasta
White River przepływa przez wiele miast, w tym Newport, Augusta, Calico Rock, i Batesville – w Arkansas oraz Branson i Hollister w Missouri.

## Wędkarstwo
Na White River wraz z jej dopływami i jeziorami ustanowiono 16 krajowych i kilka światowych rekordów w łowieniu ryb. należy do nich np. ważący ponad 18 kg pstrąg potokowy złowiony w 1992 roku w Little Red River.